# UŽ (film)
UŽ je česká romantická komedie z roku 1996 režiséra Zdeňka Tyce.

## Příběh
Obyčejná holka Valentina (Barbora Hrzánová) se zaplete do světa prostituce a krádeží. Poslední kapka naděje nastane, až když se do Valentiny zamiluje místní policista Viktor (Radek Holub).

## Obsazení
- Barbora Hrzánová jako Valentina
- Bohumil Klepl jako Milan
- Radek Holub jako policista Viktor
- Leoš Suchařípa jako Boháč
- Jiří Ornest jako velitel
- Vladimír Marek jako Pavouk
- Karel Dobrý jako drsňák
- Jorga Kotrbová jako teta
- Magdaléna Sidonová jako Monika
- Petr Čtvrtníček jako mladý Rus
- Eva Holubová jako velitelova manželka
- Zdeněk Vencl jako gorila

## Vydání
Film měl premiéru 21. března roku 1996.
V roce 1996 obdržel film během udílení cen Český lev cenu Plyšový lev, tradičně udělovanou nejhoršímu českému snímku roku. Režisér Zdeněk Tyc je jediným oceněným v historii, který si pro cenu osobně došel.